# Corallimorphus obtectus
Corallimorphus obtectus är en korallart som beskrevs av Hertwig 1888. Corallimorphus obtectus ingår i släktet Corallimorphus och familjen Corallimorphidae. Inga underarter finns listade i Catalogue of Life.